# Lista de parques nacionais da Áustria
A Áustria tem seis parques nacionais, administrados pelo Ministério Federal da República da Áustria. Há abaixo uma lista dos parques nacionais, tamanho em hectares e data em que foram estabelecidos.
| Nome                                     | Estabelecido | Área [ha] | Foto |
| ---------------------------------------- | ------------ | --------- | ---- |
| Parque Nacional Danúbio-Auen             | 1996         | 9 615     |      |
| Parque Nacional Gesäuse                  | 2002         | 12 118    |      |
| Parque Nacional Hohe Tauern              | 1981         | 185 600   |      |
| Parque Nacional Kalkalpen                | 1997         | 20 850    |      |
| Parque Nacional Neusiedler See-Seewinkel | 1993         | 9 673     |      |
| Parque Nacional Thayatal                 | 2000         | 1 360     |      |